# 라르스 뮈르베리
라르스 미카엘 뮈르베리(스웨덴어: Lars Mikael Myrberg, 1964년 11월 23일~) 또는 라르스 미카엘 룬드그렌(스웨덴어: Lars Mikael Lundgren)은 스웨덴의 전직 권투 선수이다. 스웨덴 국가대표 선수로 활동하여 1988년 하계 올림픽 남자 라이트웰터급 종목에서 동메달을 획득했다.